# Бученков, Евгений Викторович
Евгений Викторович Бученков (род. 12 мая 1938, Межищи, Горьковская область) — советский партийный работник, российский политический деятель, депутат Государственной Думы ФС РФ первого (1993—1995 г.) и второго (1995—1999 г.) созывов.

## Биография
Родился 12 мая 1938 года в деревне Межищи Муромского района.
В 1956 году после окончания школы работал в совхозе «Зименки» разнорабочим. С 1957 по 1959 год учился в лётно-технической школе ДОСААФ СССР в Саранске, где с 1959 года был авиатехником. С 1961 года работал бригадиром тракторно-полеводческой бригады совхоза «Зименки», был председателем рабочего комитета совхоза.
С 1962 по 1963 год на комсомольской работе, был первым секретарём районного комитета ВЛКСМ. В 1963 году вступил в КПСС, членом которой оставался до 1991 года. С 1963 по 1967 год работал в совхозе «Мир» главным инженером, с 1967 по 1977 год был директором племенного свиноводческого совхоза «Объединение».
В 1975 году получил специальность «учёный агроном» окончив Ивановский сельскохозяйственный институт. С 1977 по 1981 год работал начальником управления сельского хозяйства Муромского района. В 1981 году получил второе высшее образование в Горьковской высшей партийной школе. С 1981 по 1983 год был директором государственного племенного завода в Муромском районе Владимирской области.
С 1983 года на партийной работе, с 1983 по 1985 был первым секретарём Муромского районного комитета КПСС, с 1985 по 1987 год работал первым секретарём Вязниковского объединенного горкома комитета КПСС. В 1986 году был делегатом XXVII съезда КПСС. С 1987 году был назначен первым заместителем комитета по аграрной промышленности Владимирской области. С 1990 года работал на государственном племенном заводе «Зименки» в должности директора.
В 1993 году избран депутатом Государственной думы I созыва от Судогорского одномандатного избирательного округа № 68 (Владимирская область), был выдвинут от Аграрной партии России, являлся членом КПРФ. Был членом комитета Государственной думы по вопросам геополитики, входил во фракцию Аграрной партии России.
В 1995 году избран депутатом Государственной думы II созыва от Ковровского одномандатного избирательного округа N 67 (Владимирская область), был выдвинут от КПРФ, был заместителем председателя комитета Государственной думы по вопросам геополитики.

## Законотворческая деятельность
За время исполнения полномочий депутата Государственной думы I и II созыва выступил соавтором 43 законодательных инициатив и поправок к проектам федеральных законов.